# Chartreuse de Rettel
La chartreuse Saint-Sixte de Rettel est une ancienne chartreuse située dans la commune française de Rettel en Moselle.

## Toponymie
Anciennement mentionné : Monast. Benedict. Sancti Sixti in Rotilâ (892) ; Conventus Sancti Sixti in Ruttilâ (1218) ; Monast. Sancti Sixti in Ruttel prope Sirk (1412) ; La chartreuse de Rattel-lès-Sirkes (1594).

## Histoire

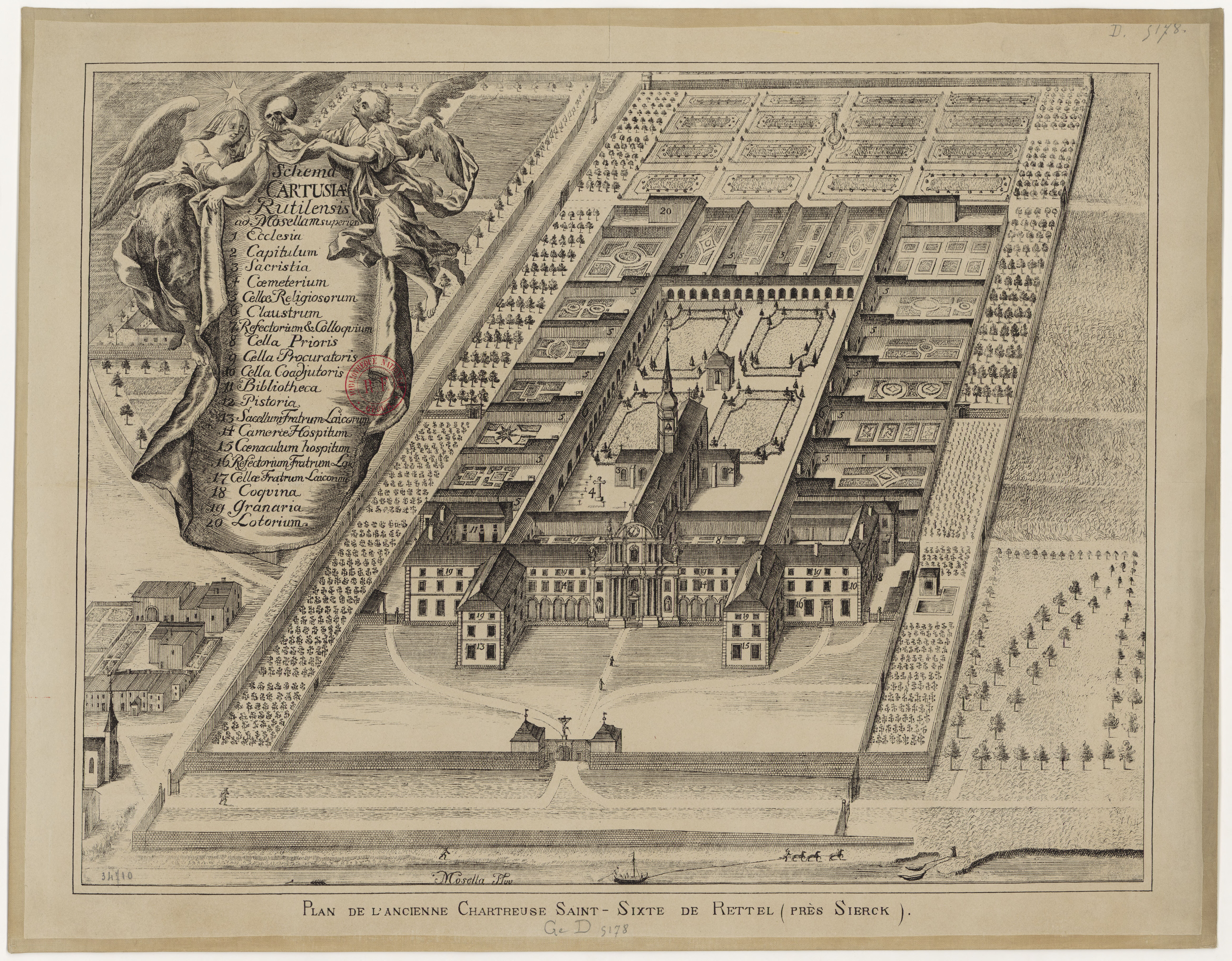
Plan de l'ancienne Chartreuse Sainte-Sixte

Cet édifice était autrefois occupé par un couvent de Bénédictins, puis de Bénédictines, qui dépendait du diocèse de Trèves sous l'invocation de saint Sixte. Le duc Charles II de Lorraine ayant mis en 1414 des Chartreux à la place des religieuses cisterciennes de Marienfloss, ces religieux furent transférés, en 1433, dans le couvent de Rettel, que durent délaisser les Bénédictins.
Elle est pillée en 1590 par les Messins et incendiée en 1665. Réduite à un état de ruine complet, elle est ensuite rebâtie au XVIIIe siècle ; les travaux sont achevés en 1740.
Le 13 février 1790, l'assemblée constituante prononce l'abolition des vœux monastiques et la suppression des congrégations religieuses. Les religieux optent pour la vie commune ; leur opposition au clergé constitutionnel leur cause des difficultés, et ils doivent se disperser en novembre 1792.

## Personnalités liées
- Heinrich Birnbaum, partisan d'un retour à la discipline authentique, y a demeuré de 1457 à 1459.